# Міський театр (Амстердам)
Міський театр Амстердама або Стадссхавбюрг Амстердам (нід. Stadsschouwburg Amsterdam) — головний драматичний і різнофункціональний театр у столиці Нідерландів місті Амстердамі. Відкритий на початку 1638 року став першим постійним театром у Нідерландах. 
Міститься в історичній будівлі й розташований на одній з центральних амстердамських площ — Лейдсеплейн (нід. Leidseplein).

## З історії та сьогодення

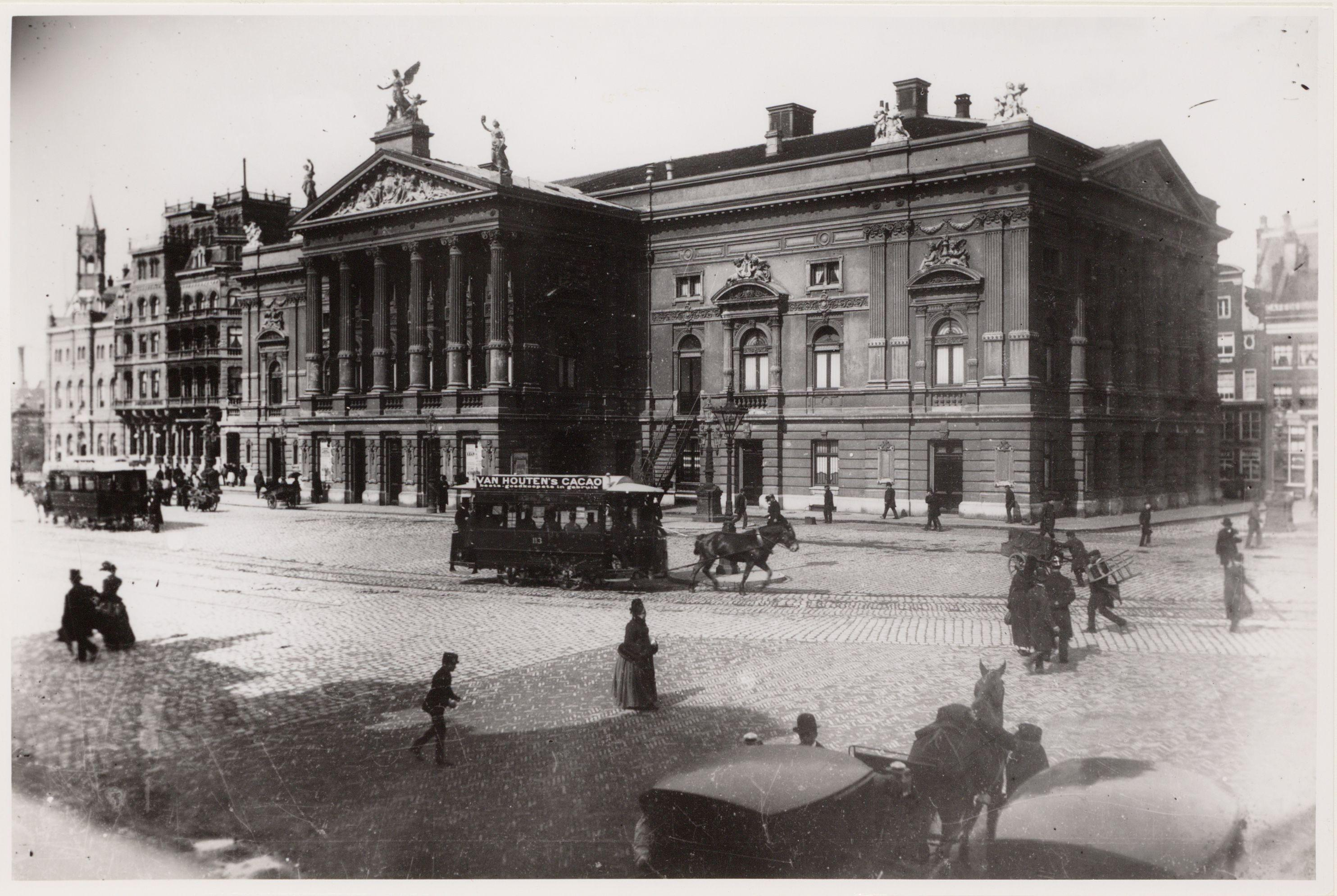
Вигляд класицистичної будівлі театру, бл. 1885

Спершу на початку XVII століття на Лейдсеплейн постав дерев'яний театральний павільйон, який було замінено в 1638 році на муровану будівлю, котру спроєктував нідерландський архітектор Якоб ван Кампен (1595—1657). Насправді театр мали відкрити 26 грудня 1637 року спеціально написаною до урочистості п'єсою Й. ван ден Вондела «Гейсбрехт ван Амстел» (Gijsbrecht van Aemstel або «Гейсбрехт Амстердамський»), але після протестів церковної ради відкриття Стадссхавбюргу Амстердам було перенесено на 3 січня 1638 року, що й уважано за дату заснування театру, бо відтоді він працював на сталій основі.
Перша будівля Міського театру Амстердама вщент вигоріла під час пожежі в 1772 році, і згодом побудовано нову споруду театру в класичному стилі. 
За 120 років по тому — у 1892 році зайнялась і ця будівля Стадссхавбюргу Амстердам. Архітектори Адольф Леонард ван Гендт і Ян Спрінгер (нід. Jan Springer) спроєктували нову будівлю театру з розкішним фасадом у стилі ренесансу. Отож, через 2 роки — в 1894 році відкрито Міський театр Амстердама в теперішньому виді.
Тепер в амстердамському Міському театрі, що є головним сценічним драматичним майданчиком нідерландської столиці, грають як нідерландомовні п'єси, так і показують вистави англійською та німецькою мовами, тут дають ще й оперу, відбуваються балетні покази, гастрольні виступи тощо. Стадссхавбюрг Амстердам — одна з найвідвідуваніших туристами пам'яток міста.

## Зовнішні посилання та література
Вікісховище має мультимедійні дані за темою: Міський театр (Амстердам)
- Офіційна вебсторінка театру [Архівовано 27 квітня 2006 у Wayback Machine.] (нід.)
- Міський театр (Амстердам) на вебсторінці Бюро пам'яток і археології Амстердама[недоступне посилання з липня 2019] (нід.)
- Worp, J.A.: Geschiedenis van den Amsterdamschen Schouwburg 1496-1772. Amsterdam: S.L. van Looy, 1920 (нід.)